# EMD F3
EMD F3 je dieselelektrická lokomotiva vyráběná mezi lety 1945 a 1949 americkou firmou Electro-Motive Division (EMD), patřící do koncernu General Motors. Jde o traťovou lokomotivu určenou pro vozbu osobních i nákladních vlaků, jeden z modelů úspěšné řady lokomotiv F. Čtyřnápravová lokomotiva disponuje výkonem 1 500 koňských sil (asi 1 100 kW) a je poháněna šestnáctiválcovou verzí motoru 567B přeplňovaného Rootsovými dmychadly.

## Historie

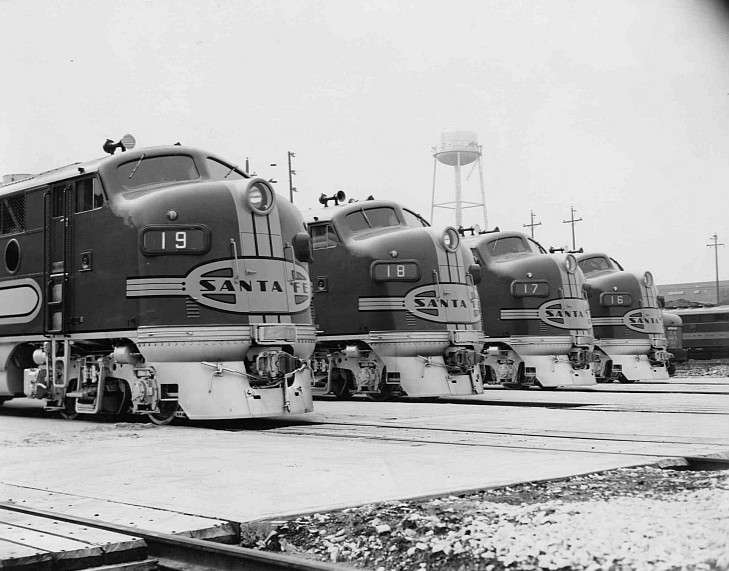
Zbrusu nové F3 před výrobním závodem v La Grange

Během 2. světové války byla výroba lokomotiv výrazně ovlivněna vládními restrikcemi, společnost EMD se tak se svými nákladními lokomotivami FT stala prakticky monopolním výrobcem dieselových traťových lokomotiv. Zkušenosti s provozem 1 100 lokomotiv FT a více než 200 osobních lokomotiv předválečných typů pak poskytly EMD výhodu na poválečném trhu, kde její produkty musely konkurovat motorovým lokomotivám ostatních výrobců, nikoliv převážně parním lokomotivám jako v období před válkou.
Prototypy lokomotivy F3 byly dokončeny v létě roku 1945, problémy s novým trakčním generátorem však způsobily zpoždění sériové výroby, proto bylo jako přechodné řešení přistoupeno k výrobě lokomotiv F2. Ty disponovaly většinou vylepšení modelu F3, ale byly vybaveny starším generátorem z lokomotiv FT a měly proto i nižší výkon. Po zahájení sériové výroby se z lokomotiv F3 staly nejprodávanější traťové lokomotivy Severní Ameriky, do ukončení produkce v únoru 1949 sjelo z výrobní linky v La Grange 1 111 kusů v provedení A se stanovištěm obsluhy a 696 lokomotiv v provedení B bez stanoviště. Lokomotivy byly nabízeny s osmi různými převodovými poměry, mohly tak být využity v čele expresních vlaků i v těžké nákladní službě. Lokomotivy F3 byly ve výrobě nahrazeny ještě úspěšnějším typem F7. Mnoho lokomotiv F3 EMD vykoupilo na protiúčet při prodeji nových strojů a zužitkovalo některé jejich komponenty.

## Popis
Lokomotiva F3 je čtyřnápravová lokomotiva uspořádání pojezdu Bo′Bo′, usazená na dvou podvozcích typu Blomberg. Skříň lokomotivy svařená z ocelových profilů je nosným prvkem a je zakryta překližkovými panely pokrytými z obou stran tenkým plechem. Toto konstrukce lokomotiv se v anglicky psané literatuře označuje termínem cab nebo carbody unit. Lokomotiva v provedení A má na jednom konci vyvýšené stanoviště obsluhy s proudnicově tvarovaným čelem ve tvaru „buldočího čenichu“, její délka je asi 15,45 m. Provedení B nemá stanoviště obsluhy a je asi o 0,2 m kratší. Hmotnost se pohybuje kolem 105 tun.
V průběhu produkce docházelo k různým kosmetickým úpravám skříní, takže zatímco nejstarší lokomotivy F3 vzhledově odpovídají lokomotivám F2, pozdní exempláře jsou téměř totožné s ranými lokomotivami F7. Původně tři kulatá okna v bočnicích tak byla postupně zredukována na dvě a u části lokomotiv byly průduchy do strojovny kryty pletivem. Vizuální identifikaci komplikuje i to, že lokomotiva F3 mohla být později modernizována na standard lokomotiv F7 nebo F9.

### Spalovací motor

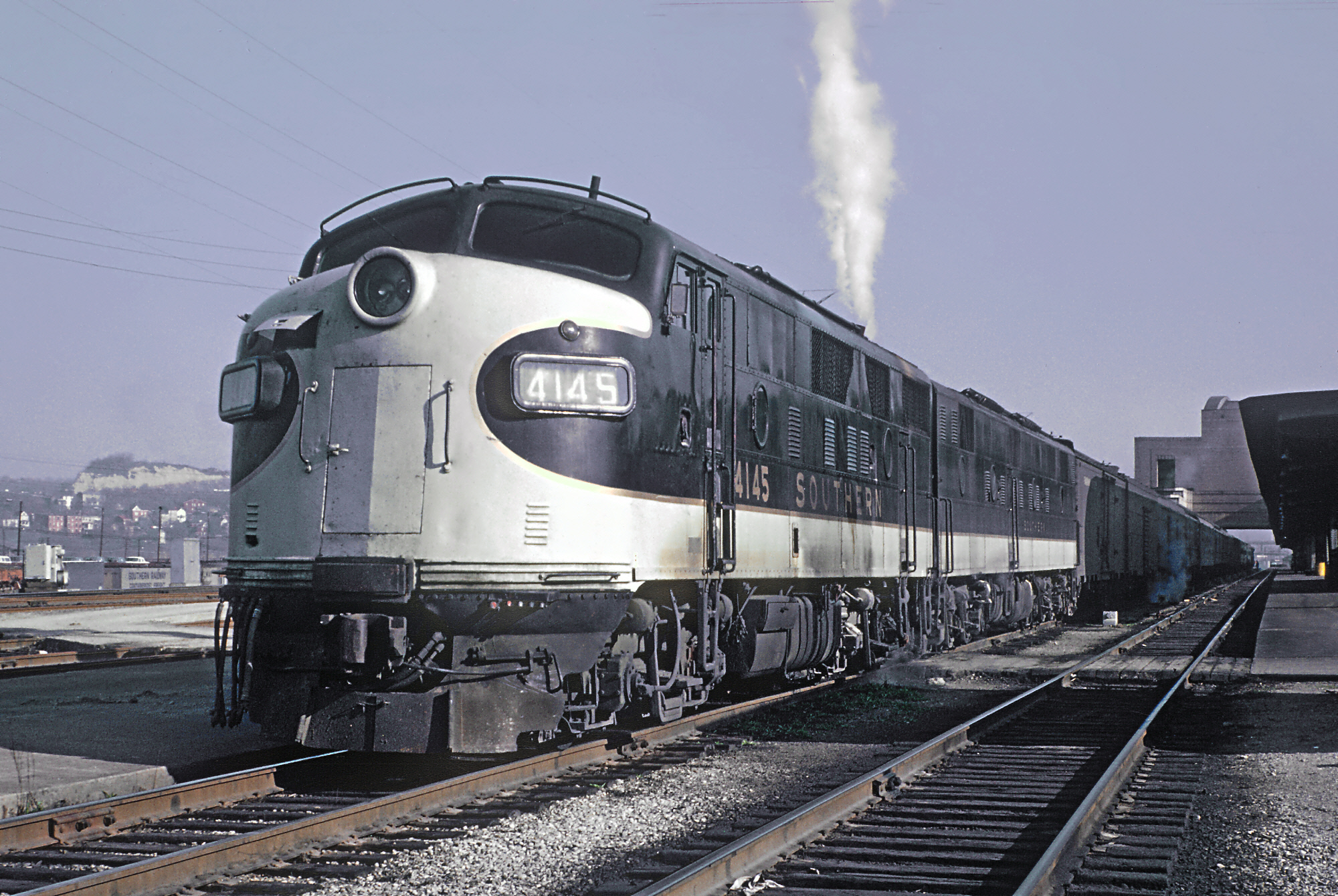
F3 společnosti Southern v čele vlaku Royal Palm. Unikající pára pochází z parního generátoru.

Lokomotivy F3 jsou poháněny šestnáctiválcovým dvoudobým vznětovým motorem s válci do V typu 16-567B přeplňovaným dvěma Rootsovými dmychadly. Při vrtání 8,5 palců (216 mm) a zdvihu 10 palců (254 mm) je zdvihový objem jednoho válce 567 krychlových palců (9,29 l), odtud plyne označení motoru. Jde o vylepšenou verzi motoru použitého u starších lokomotiv FT, kromě zvýšení výkonu z 1 350 koňských sil (asi 1 000 kW) na 1 500 koňských sil (asi 1 100 kW) přinesly úpravy také snížení spotřeby paliva a zvýšení spolehlivosti. Rozsah otáček je od volnoběžných 275 ot./min až po maximálních 800 ot./min v 8. stupni, jejich řízení zajišťuje nový elektrohydraulický regulátor.
Jednou ze změn oproti modelu FT bylo přemístění chladičů vodního okruhu i s jejich čtyřmi ventilátory do prostoru nad spalovacím motorem. Nově byly tyto ventilátory, stejně jako ventilátory chlazení trakčních motorů, poháněny elektromotory napájenými z třífázového alternátoru D14, který je zabudován do trakčního generátoru. Nové vnitřní uspořádání také umožnilo přemístit odporníky EDB (u lokomotiv jí vybavených) do strojovny za stanoviště obsluhy.

### Přenos výkonu
Lokomotivy F3 využívají stejnosměrný elektrický přenos výkonu. Se spalovacím motorem je přírubově spojen nový trakční generátor D12 o jmenovitém napětí 600 V, který napájí čtveřici tlapových trakčních motorů. Zapojení motorů je možné ovládat ve čtyřech stupních:
1. Při rozjezdu jsou motory 1 a 4 na vnější straně podvozků řazeny do sériové kombinace, stejně jako motory 2 a 3 na vnitřní straně podvozků. Obě skupiny jsou pak zapojeny paralelně.
2. V dalším stupni dochází k šuntování zařazením odporů paralelně k budicím vinutím motorů.
3. Následuje přechod na paralelní řazení všech trakčních motorů.
4. V paralelním řazení je opět možné šuntovat.

Zatímco u lokomotiv FT bylo řazení motorů řízeno manuálně strojvedoucím, lokomotivy F3 mohly být volitelně vybaveny systémem, který prováděl změnu řazení automaticky na základě napětí a proudu trakčního generátoru. Změna směru jízdy se provádí přepólováním budicích vinutí trakčních motorů. Pomocný generátor, jehož napětí je napěťovým regulátorem udržováno na hodnotě 74 V, zajišťuje stejnosměrný proud pro dobíjení baterií, napájení palubní sítě a buzení trakčního generátoru D12 i alternátoru D14.
Lokomotivy F3 byly nabízeny s osmi různými převodovými poměry, takže mohly být nasazovány na široké spektrum výkonů, od těžkých nákladních vlaků až po rychlé expresy. Při standardním průměru dvojkolí 1 016 mm a použití poměru 56:21 byla maximální rychlost 164 km/h a trvalá tažná síla 93 kN. Na opačném konci spektra pak byl převodový poměr 65:12 s maximální rychlostí 80 km/h a trvalou tažnou silou 189 kN. Zřejmě nejčastější však byl převod 62:15 umožňující jízdu maximální rychlostí 105 km/h.